# マンジニ
マンジニ（英語: Manzini）は、エスワティニ王国の都市。マンジニ地方の中心都市であり、人口は110,508人(2008年)を有する同国最大都市である。

## 概要
国土のほぼ中央に位置する都市であり、エスワティニの空の玄関口であるマツァパ国際空港が所在しているため、交通の要衝となっている。市域人口は、首都のムババーネより多い110,508人（2008年）であり同国最大都市である。

## 経済
周辺には、なだらかで肥沃な草原が広がっているため、トウモロコシや綿花などの農業や牧畜が盛んに行われている。また、地理的条件を生かし、工業の中心地ともなっている。エスワティニ王国では経済の中心都市として発展している。

## 歴史
1960年にブレーマースドルプ（Bremersdorp）から改称された。

## 姉妹都市・提携都市
- キースリー（英語版）（イギリス連合王国 イングランド国 ウェスト･ヨークシャー州）
- ラマレス･デ･ラ･ビクトリア（英語版）（スペイン王国 カンタブリア州）